# 신영웅문 : 천년의 비밀
《신영웅문 : 천년의 비밀》(중국어: 三國殺·幻)은 2018년 중국의 영화이다. 여가경 감독이 연출하고 정이건과 우영광이 출연하였다.

## 출연진
주연
- 정이건
- 우영광
- 사천화
- 자칭

조연
- 클라라
- 임효봉
- 녹자
- 왕쟁